# Фольянизе
Фольянизе (итал. Foglianise) — коммуна в Италии, располагается в регионе Кампания, подчиняется административному центру Беневенто.
Население составляет 3423 человека, плотность населения составляет 292 чел./км². Занимает площадь Nov 74 км². Почтовый индекс — 82030. Телефонный код — 0824.
Покровителем населённого пункта считается San Rocco. Праздник ежегодно празднуется 16 августа.